# Póczik
A Póczik régi magyar családnév. Jelentése termetre utalhat. Pocok ~ pocak ~ pócik ~ pócsik: az egérhez hasonló rágcsáló állat.

## Híres Póczik családok
- monaki Póczik család
- póczy Póczik család

## Híres Póczik nevű személyek
- Póczik Erzsébet (?) magyar bajnok labdarúgó
- Póczik József (1953) válogatott labdarúgó, edző
- Póczik Szilveszter (1957) történész, kriminológus, nyelvész